# Prato & Sino
Prato & Sino é o segundo álbum de estúdio do cantor Bruno Branco, lançado pela gravadora Som Livre em maio de 2014.
Produzido por Jordan Macedo, o disco não segue a proposta folk do anterior, trazendo instrumentos elétricos. As letras abordam críticas sociais e reflexões sobre a cultura e costumes da população urbana, além de outras poesias.
Para divulgar o álbum, Bruno Branco divulgou o clipe de "Prato & Sino", dirigido por Vlad Aguiar.

## Faixas
1. "Pai Nosso"
2. "Prato & Sino"
3. "Brasília Líquida"
4. "Amor"
5. "Honra"
6. "Pedro Jorge"
7. "Da Flor"
8. "E Agora, José?"
9. "Cultura Nova"
10. "Mainstream"
11. "Onde Estás"
12. "Rio"
13. "Luz"